# Uno (Ermal Meta)
Uno è un singolo del cantautore italiano Ermal Meta, pubblicato il 30 aprile 2021 come terzo estratto dal quarto album in studio Tribù urbana.

## Descrizione
Il brano è la traccia d'apertura dell'album ed è caratterizzato dalla partecipazione del coro del Conservatorio di Musica Giuseppe Verdi. Riguardo al significato del testo, Ermal Meta lo ha definito «un inno alla gioia della condivisione», aggiungendo:

## Promozione
Uno è stato presentato il 30 aprile attraverso una performance 3D proiettata attraverso un olobox installato nelle stazioni ferroviarie di Milano Centrale, Roma Termini e Napoli Centrale. Il successivo 7 maggio Meta ha eseguito il brano per la prima volta dal vivo durante la sua apparizione al talent show Amici di Maria De Filippi.

## Video musicale
Il video musicale, pubblicato il 7 maggio, è stato inizialmente proiettato da Telesia Go TV nelle metropolitane di Roma, Milano, Brescia e Genova, oltre ai principali aeroporti italiani e agli autobus di Milano come parte dell'evento Ermal Meta Day.
Diretto da Tiziano Russo, esso mostra Meta raggiungere un gruppo di ragazzi durante una partita di calcio, avviando uno spettacolo corale in cui il messaggio è formalizzato dalla frase "visti da su siamo tutti uguali".

## Formazione
Musicisti
- Ermal Meta – voce, arrangiamento, chitarra acustica ed elettrica, cori
- Simone Bertolotti – arrangiamento, tastiera, pianoforte, programmazione
- Andrea Bonomo – arrangiamento, chitarra elettrica, cori, programmazione
- Emiliano Bassi – batteria
- Andrea Torresani – basso
- Coro dipartimento Pop/Rock del Conservatorio Giuseppe Verdi di Milano – cori

Produzione
- Simone Bertolotti – produzione artistica, registrazione, registrazione del coro
- Andrea Bonomo – produzione artistica
- Ermal Meta – produzione artistica
- Cristian Milani – registrazione del coro, missaggio
- Mattia Bonvini – assistenza tecnica
- Andrea Immovilli – assistenza tecnica
- Antonio Baglio – mastering